# Ferdinand Schuppe
Ferdinand Schuppe (* 24. Juli 1831 in Landeck (Schlesien); † 14. November 1894 in Magdeburg) war ein deutscher katholischer Kirchenbeamter.

## Leben
Schuppe besuchte das Gymnasium in Brieg und Glogau. Nach dem Abitur studierte er von 1849 bis 1852 an der Universität Breslau katholische Theologie, und (worauf seine späteren Buchveröffentlichungen schließen lassen) vielleicht auch Rechtswissenschaft. In dieser Zeit wurde er 1850 Mitglied des Corps Silesia Breslau. 1855 wurde er Referendar und 1856 fürstbischöflicher Stiftsassessor in Neiße. 1866 wurde er fürstbischöflicher Konsistorialrat in Breslau und 1876 königlicher Kommissar für die erzbischöfliche Vermögensverwaltung in Köln. Ursprünglich papsttreu wurde er im Laufe des Kulturkampfs ein Gegner des Ultramontanismus.

## Werke
- Das österreichische Concordat und die preußische Gesetzgebung, Regensburg 1861
- Das preußische Eherecht und die katholische Kirche, Regensburg 1862
- Katalog der Bibliothek der katholischen Stadtpfarrei zu Neisse, Neisse 1865
- Das Wesen und die Rechtsverhaltnisse der neueren religiosen Frauengenossenschaften, Mainz 1868
- Die Vermögensverwaltung in den katholischen Kirchengemeinden, Köln: du Mont-Schauberg, 1883